# Mezquita de Solimán de Rodas
La mezquita de Solimán (en griego: Τζαμί του Σουλεϊμάν, romanizado: Souleïmanié tzamí) (en turco: Süleymaniye Camii,)  es un edificio otomano en la ciudad griega de Rodas. Fue encargado por el sultán Solimán el Magnífico en 1522, justo después de la toma de la ciudad por los turcos otomanos. 
Restaurada a principios del XIX, y de nuevo en las décadas de 1990 y 2000, la mezquita acoge exposiciones culturales desde 2005.

## Historia
La mezquita fue mandada construir poco después de la captura de la ciudad en 1522 por el sultán otomano Solimán, o unos años más tarde, hacia 1540-1541 Situada en el emplazamiento de la iglesia de los Doce Apóstoles, en aquella época, era un lugar céntrico y elevado del distrito del bazar otomano. El edificio fue reconstruido en 1808  y restaurado tras el terremoto de 1856. Ese mismo año, la explosión de un depósito de pólvora en la antigua iglesia conventual de Saint-Jean-le-Baptiste, convertida en mezquita pocos meses después de la conquista por Solimán, también dañó el edificio.
El minarete fue renovado durante la ocupación italiana del Dodecaneso, posiblemente tras el terremoto de 1928. Poco más de un año después de la adscripción del archipiélago del Dodecaneso al Reino de Grecia, la mezquita de Solimán fue clasificada monumento histórico el 25 de agosto de 1948.. En 1957, otro terremoto obligó a realizar obras de renovación en el minarete. La mezquita se cerró al culto en 1978. Parte del minarete volvió a derrumbarse en 1987. y los elementos restantes se desmantelaron al año siguiente.
En la década de 1990 y hasta 2005  se llevaron a cabo importantes obras de restauración, galardonadas con el premio Europa Nostra al patrimonio. El alminar se reconstruyó de forma idéntica utilizando nuevas piedras y refuerzos de titanio y plomo. Sin embargo, la campaña de restauración de la decoración interior no concluyó hasta 2012. Desde 2005, el yacimiento funciona como museo y permanece abierto en determinadas festividades religiosas. Es uno de los principales monumentos del casco antiguo de Rodas, declarado Patrimonio de la Humanidad por la Unesco en 1988.

## Arquitectura
El edificio consta de dos espacios contiguos, una sala de oración cuadrada, un pórtico rematado por siete cúpulas y un tejado, y está flanqueado por un alminar con doble balcón a 26 m, alcanzando el minarete en su conjunto una altura de 34,5 m. En Grecia, la Mezquita Mehmed-Bey de Serres y la Mezquita Ishak Pasha de Salónica también tienen una planta en T invertida relativamente similar. La sala de oración, rematada por una cúpula que se eleva a 15 m de altura, está flanqueada por dos espacios laterales más estrechos que la sala central, rematados a su vez por una cúpula.
El marco de la puerta, formado por dos columnas de mármol en las que están tallados yelmos, armas y ángeles, procede de un monumento funerario de la período hospitalario, potencialmente la tumba del gran maestre Emery d'Amboise. Otro rastro de reutilización se refiere al pórtico, que se apoya en ocho columnas con antiguos fustes.
La mezquita de Solimán está ricamente decorada en su interior. En el lado sur, el mihrab y el minbar, en particular, están dorados con oro. En el lado opuesto, una galería elevada de madera pintada recorre toda la sala de oración. Un chadirvan, coronado por una cúpula que descansa sobre ocho columnas, adorna el centro del patio al norte de la mezquita.

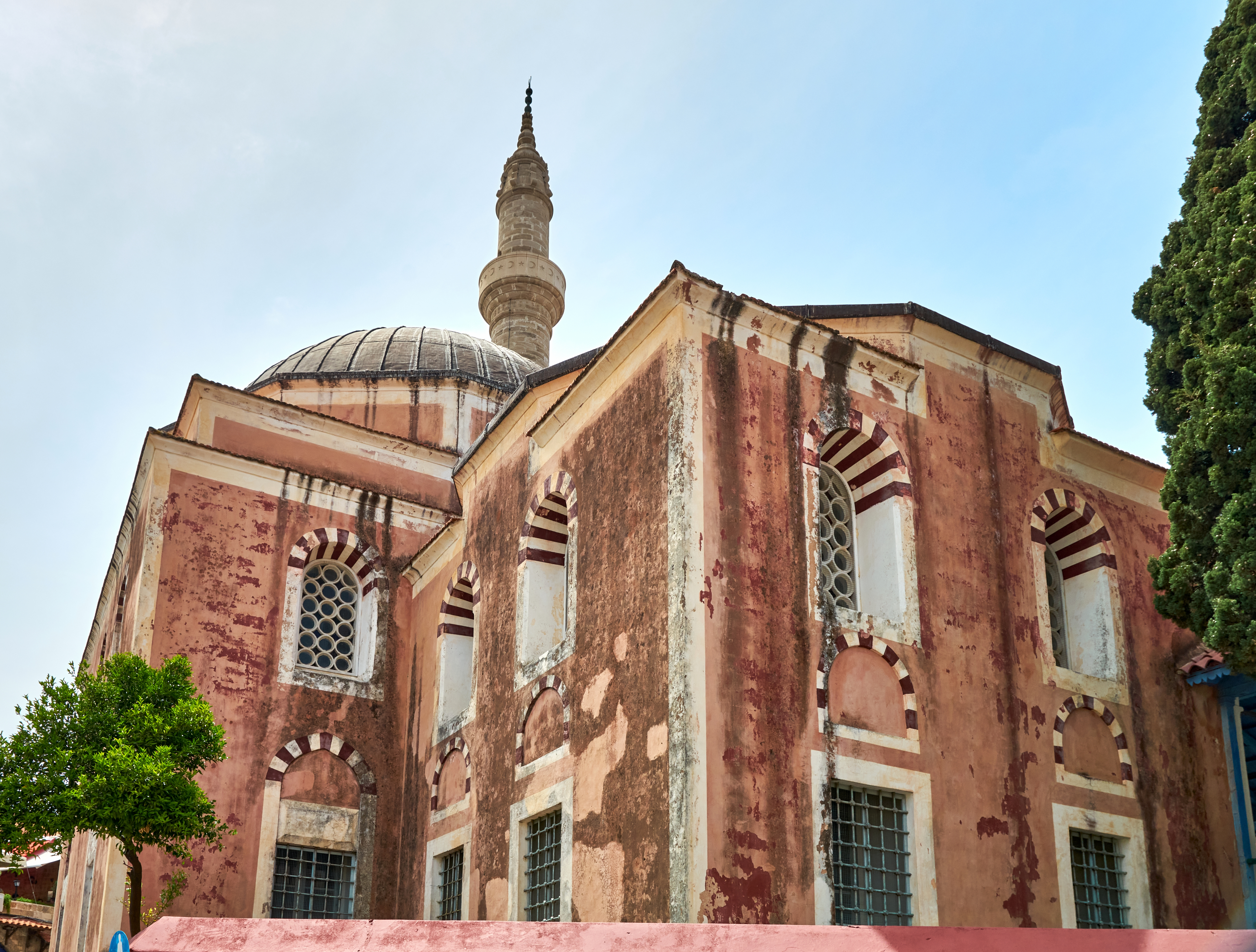
Vista de la mezquita desde el este.
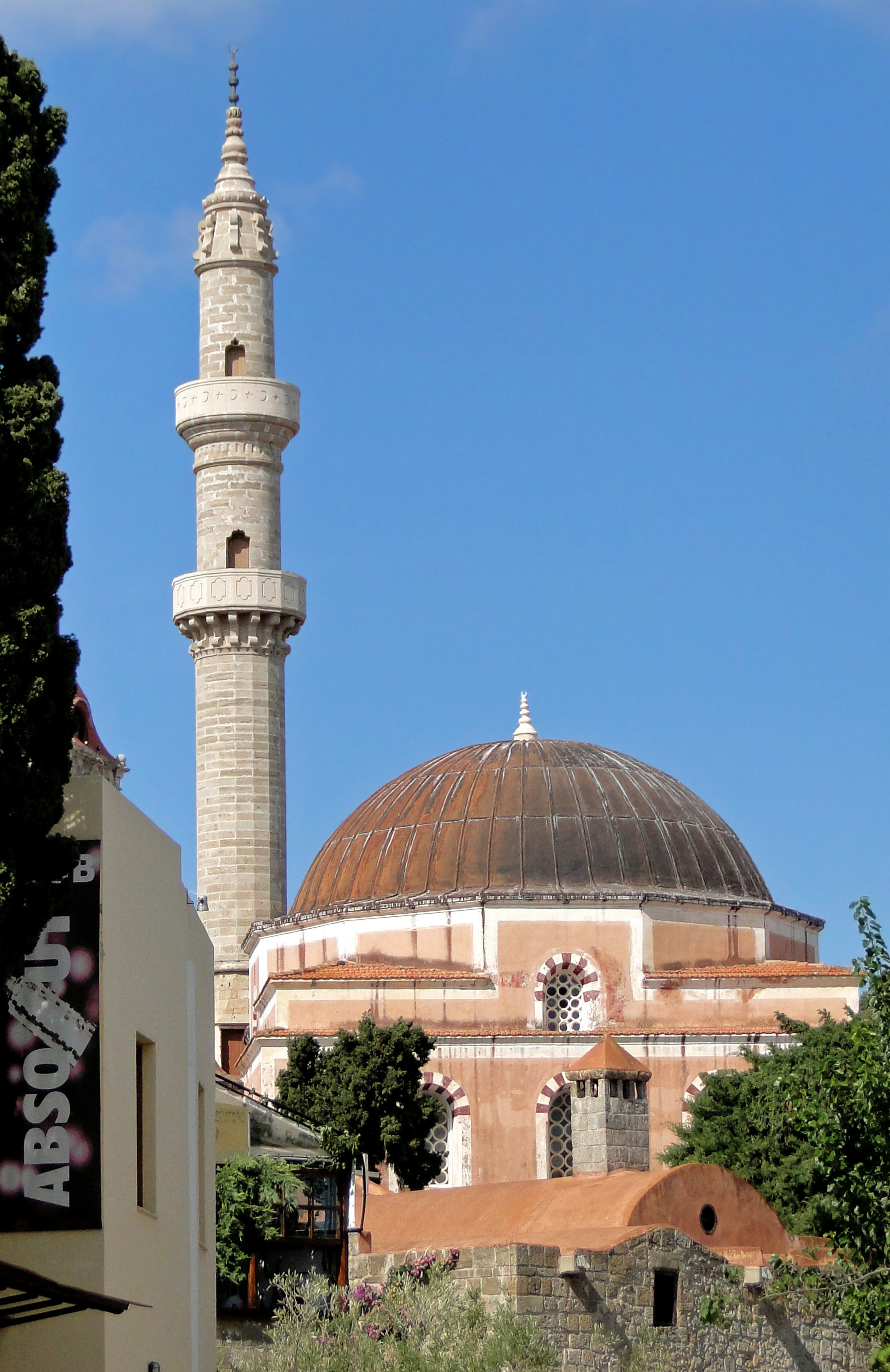
Minarete y mezquita desde el sur.
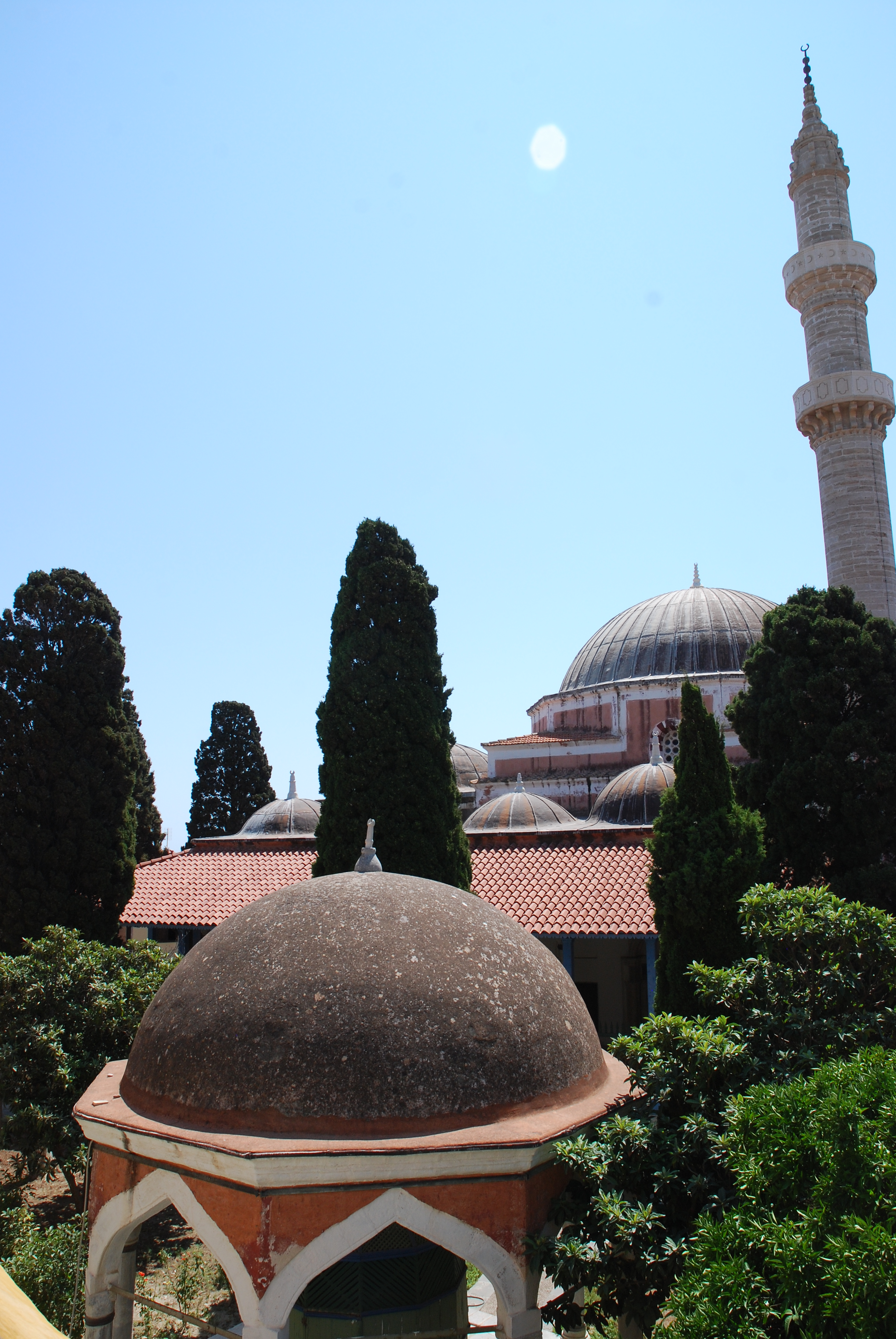
Fuente de abluciones y mezquita desde el norte.
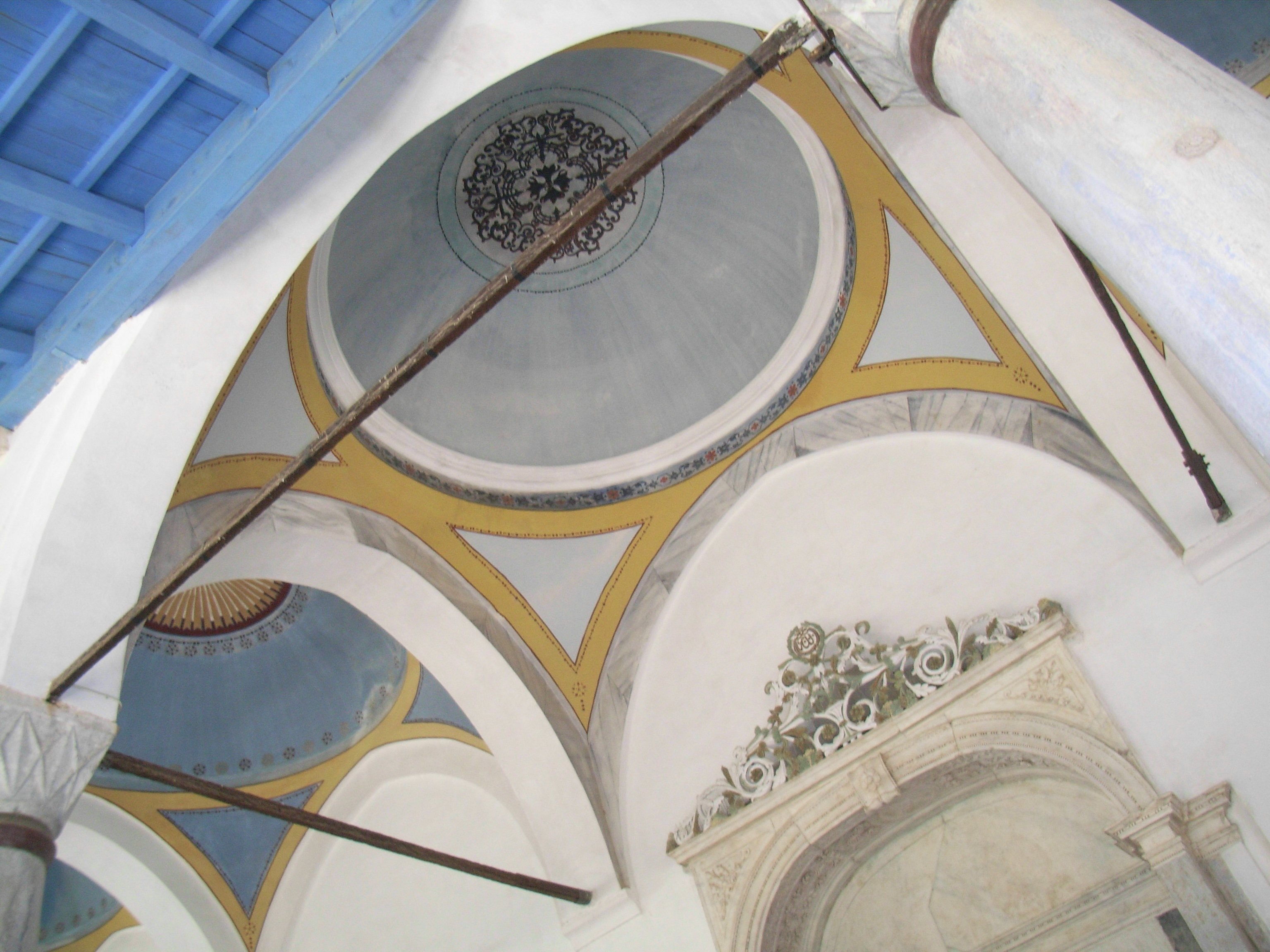
Techo y cúpulas del pórtico..
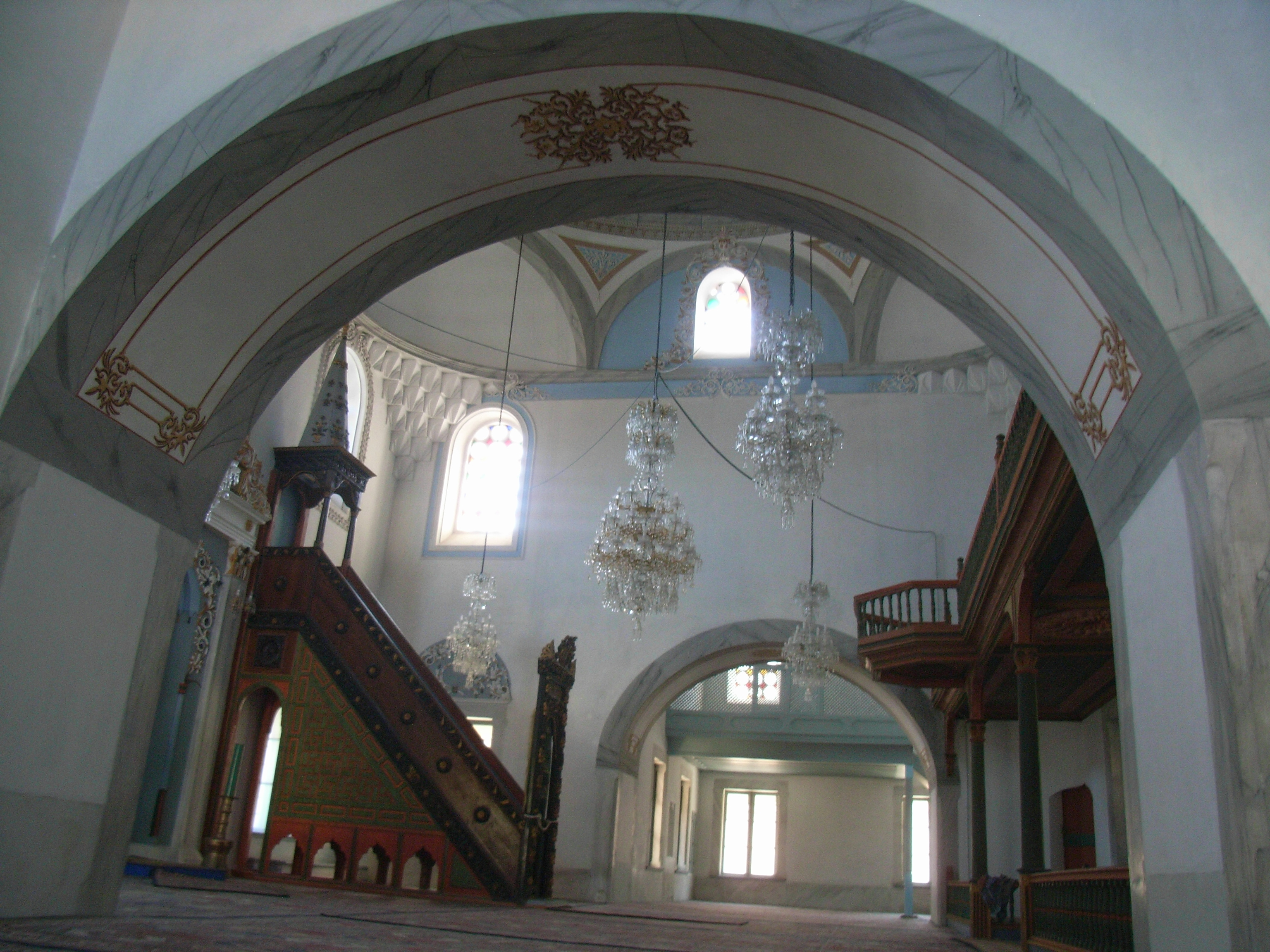
Interior de la sala de oración.